# Ngô Mạnh Đạt
Ngô Mạnh Đạt (chữ Hán phồn thể: 吳孟達, chữ Hán giản thể: 吴孟达, tên tiếng Anh: Richard Ng Man-tat; 2 tháng 1 năm 1952 – 27 tháng 2 năm 2021) là cố diễn viên kỳ cựu của điện ảnh Hồng Kông với nhiều vai phụ đặc sắc. Ông cùng với Châu Tinh Trì là một cặp đôi ăn ý trong nhiều phim hài từ cuối thập niên 1980 cho đến tận thập niên 2000.

## Sự nghiệp
Năm 1974, Ngô Mạnh Đạt tham gia khóa đào tạo diễn xuất của TVB (cùng khóa với Châu Nhuận Phát). Ông bắt đầu nổi tiếng từ đầu thập niên 1980 với những vai hề.
Từ năm 1989, sau các phim truyền hình "Cái thế hào hiệp", "Tôi đến từ giang hồ", ông quen với nam diễn viên Châu Tinh Trì. Các sêri phim "Thánh bài", "Thần bài", "Lộc Đỉnh ký",... sau đó ra đời với sự hợp tác của hai người, đã tạo được cảm tình với nhiều khán giả. Hai nhân vật, một già một trẻ, kẻ tung người hứng, đã là hai cái tên bảo chứng cho doanh thu của những phim họ đóng vào đầu thập niên 1990. Về sau, Ngô Mạnh Đạt vẫn tham gia hầu hết các phim của Châu Tinh Trì đạo diễn hay thủ vai chính như "Tây Du Ký" I, II, III, "Bách biến tinh quân", "Vua hài kịch", "Tinh Võ Môn 1991", "Hoàng tử bánh trứng", "Vua phá hoại", "Đội bóng Thiếu Lâm"... Trong các phim này ông thường mang tên Chú Đạt và tên gọi này cũng trở thành biệt danh ngoài đời của ông.
Ngoài Châu Tinh Trì ra, Ngô Mạnh Đạt còn hợp tác với nhiều diễn viên nổi tiếng khác như Lưu Đức Hoa, Trương Vệ Kiện, Trương Quốc Vinh, Lương Triều Vĩ... Năm 1990, với phim "Thiên nhược hữu tình" (hợp tác với Lưu Đức Hoa), ông được trao giải Kim Tượng tại Giải thưởng Điện ảnh Hồng Kông dành cho nam diễn viên phụ xuất sắc nhất. Ông còn hai lần được đề cử giải này vào năm 1991, 1992 cho các vai trong "Thánh bài" và "Trường học Uy Long I" nhưng không đoạt giải.
Ngô Mạnh Đạt diễn nhiều nhất là các vai hài, và toàn là vai phụ mãi đến năm 2006, khi lần đầu (và duy nhất cho đến nay) được giao vai chính Nguyên Bảo trong phim "Diệu thủ Thần Bổ Tiêu giai nhân".
Năm 2004, Châu Tinh Trì làm phim Tuyệt đỉnh Kungfu nhưng không mời Ngô Mạnh Đạt, khiến ông giận. Trong một bài phỏng vấn, Ngô Mạnh Đạt tuyên bố sẽ không hợp tác với Châu Tinh Trì nữa. Nhưng sau đó hai người đã giảng hòa, họ dự định sẽ cùng hợp tác trong phim Tuyệt đỉnh Kungfu 2.

## Giải thưởng
| Năm  | Lễ trao giải                                  | Giải thưởng                     | Phim                  | Kết quả   |
| ---- | --------------------------------------------- | ------------------------------- | --------------------- | --------- |
| 1991 | Giải thưởng Điện ảnh Hồng Kông lần thứ 10     | Nam diễn viên phụ xuất sắc nhất | Thiên nhược hữu tình  | Đoạt giải |
| 1991 | Giải thưởng Điện ảnh Hồng Kông lần thứ 10     | Nam diễn viên phụ xuất sắc nhất | Thần bài              | Đề cử     |
| 1992 | Giải thưởng Điện ảnh Hồng Kông lần thứ 11     | Nam diễn viên phụ xuất sắc nhất | Trường học Uy Long    | Đề cử     |
| 2015 | Giải thưởng Điện ảnh Hồng Kông lần thứ 34     | Nam diễn viên phụ xuất sắc nhất | Hương Cảng tử         | Đề cử     |
| 2017 | Giải thưởng Điện ảnh Hồng Kông lần thứ 36     | Nam diễn viên phụ xuất sắc nhất | Đạo hoả tân văn tuyến | Đề cử     |
| 1993 | Giải Kim Mã lần thứ 30                        | Nam diễn viên phụ xuất sắc nhất | Anh hùng mạt lộ       | Đề cử     |
| 2014 | Giải Kim Mã lần thứ 51                        | Nam diễn viên phụ xuất sắc nhất | Hương Cảng tử         | Đề cử     |
| 2015 | Giải Truyền thông Điện ảnh Hoa ngữ lần thứ 15 | Nam diễn viên phụ xuất sắc nhất | Hương Cảng tử         | Đề cử     |
| 2007 | Giải Kim Chung lần thứ 42                     | Nam diễn viên phụ xuất sắc nhất | Bạch sắc cự tháp      | Đề cử     |

## Đời sống cá nhân
Ngô Mạnh Đạt khá mập, không phải là người đẹp trai, nhưng cũng có thể xem là một trong những nhân vật đào hoa: hiện nay ông sống với ba người vợ. Ông tự nhận mình là người chồng không chung thủy, từng làm phụ lòng nhiều đàn bà, nhưng xét ở mặt khác là một người luôn cố gắng chu toàn trách nhiệm gia đình.
Về quan hệ xã hội, ngoài tình bạn lâu năm với Châu Tinh Trì, Ngô Mạnh Đạt từng thân thiết với Châu Nhuận Phát, bạn đồng chí trong khóa học diễn xuất của TVB năm 1974. Nhưng ông từng tuyên bố tuyệt giao (không làm bạn nữa) khi không được diễn viên này cho vay tiền trả nợ thua cờ bạc.

## Phim đã tham gia

### Phim TVB
| Năm  | Tựa phim                              | Vai diễn                  |
| ---- | ------------------------------------- | ------------------------- |
| 1975 | Lạc thần truyền kỳ                    |                           |
| 1975 | Kim Diệp Cúc truyền kỳ                | Tùy tùng                  |
| 1975 | Phong trần Tam hiệp                   | Từ tướng quân             |
| 1975 | Thập ngũ quán truyền kỳ               | Thôi Thư Hàng             |
| 1975 | Tưởng Chấn Khanh được vợ              | Tưởng Chấn Khanh          |
| 1975 | Trần ngự sử xảo khám Kim Thoa điền    | Lỗ Học Tằng               |
| 1975 | Kiều thái thú loạn điểm Uyên Ương phổ | Lý Vinh                   |
| 1975 | Hương la đới                          | Đỗ Chi Trật               |
| 1975 | Thu ông ngộ tiên ký                   | Trương Bưu                |
| 1975 | Lã Mông Chính truyền kỳ               | Hòa thượng                |
| 1975 | Triệu ngũ nương truyền kỳ             | Lý Vượng                  |
| 1975 | Sáng nghiệp hưng gia                  |                           |
| 1975 | Tống Giang nộ sát Diêm Bà Tích        | Lưu Đường                 |
| 1976 | Thư kiếm ân cừu lục                   | Tưởng Tứ Căn              |
| 1977 | Lục Tiểu Phụng quyết chiến            | Bốc Khuông                |
| 1978 | Cô gia quả nhân                       | William Ngô               |
| 1979 | Sở Lưu Hương                          | Hồ Thiết Hoa              |
| 1980 | Phong vân                             | Chu Cạnh Sinh             |
| 1981 | Lưu manh hoàng đế                     | Độn thân vương            |
| 1981 | Thiên vương quần anh hội              | Lão Miêu                  |
| 1981 | Phong thần bảng                       |                           |
| 1983 | Anh hùng xạ điêu                      | Bành trưởng lão           |
| 1983 | Thần điêu đại hiệp                    | Lục trang chủ             |
| 1984 | Lộc đỉnh ký                           | Hãn Thiếp Ma              |
| 1984 | Tiếu ngạo giang hồ                    | Hoàng Chung Công          |
| 1984 | Thanh Phong kiếm ảnh                  |                           |
| 1984 | Tân trát sư huynh                     | Diệp Xương Hoa            |
| 1984 | Sở Lưu Hương truyền kỳ                | Dương Thiệu Hùng          |
| 1984 | Ngũ hổ tướng                          | Hồng Chính Phong          |
| 1985 | Võ lâm thế gia                        |                           |
| 1985 | Quang quái lục ly                     |                           |
| 1985 | Sở hà Hán giới                        | Lã công                   |
| 1985 | Đại hạ                                |                           |
| 1985 | Dương gia tướng                       | Phương trượng Liễu Pháp   |
| 1985 | Tân trát sư huynh tục tập             | Diệp Xương Hoa            |
| 1986 | Độn giáp kỳ binh                      |                           |
| 1986 | Lục Tiểu Phụng: Phượng vũ cửu thiên   | Độc nhãn long             |
| 1986 | Thần kiếm ma đao                      | Thẩm Thọ                  |
| 1986 | Hoàng kim thập niên                   | Điền Kế Quang             |
| 1986 | Ỷ Thiên Đồ Long ký                    | Thiết Quan đạo nhân       |
| 1986 | Tiết Cương phản Đường                 | Quốc vương Tân Đường      |
| 1986 | Lưu manh đại hanh                     | Triệu Trung Lương         |
| 1987 | Công tự đả xuất đầu                   | Lý Thắng                  |
| 1987 | Bản sắc nam nhi                       | Dư Uy                     |
| 1987 | Sinh mệnh chi lữ                      | Cốc Triệu Hòa             |
| 1987 | Thư kiếm ân cừu lục                   | Chu Trọng Anh             |
| 1988 | Nam quyền Thái Lý Phật                |                           |
| 1988 | Đại đô hội                            |                           |
| 1988 | Vô danh hỏa                           | Lý Phát                   |
| 1988 | Tuyệt đại song kiêu                   | Thiết Chiến               |
| 1988 | Thái Bình thiên quốc                  | Hàn Bảo Anh nhị thúc      |
| 1988 | Binh quyền                            | Lưu Thừa Hữu              |
| 1989 | Ma đăng Tiểu bảo                      |                           |
| 1989 | Cái thế hào hiệp                      | Cổ Diễm Ddương / Cổ Phong |
| 1989 | Hào tình                              | Mao Kiên                  |
| 1989 | Anh ấy đến từ giang hồ                | Hà Tiểu Anh Hà Anh Bưu）  |
| 1990 | Thất chức trượng phu                  | Ninh Nhật Chiếu           |
| 1990 | Trà bao thế gia                       | A Đạt                     |
| 1990 | Thiết song hùng lệ                    | Tù nhân                   |
| 1990 | Thủy hương nguy tình                  | La Đạt                    |
| 1992 | Quần tinh hội                         | Đạt mập                   |

### Phim điện ảnh
- Thần bài (1989)
- "Thiên nhược hữu tình" (1990)
- Thánh bài (1990)
- Nhà hàng Long Phụng (1990)
- Trường học Uy Long I (1991)
- Tinh võ môn 1991 (1991)
- Chuyên gia xảo quyệt (1991)
- Thánh bài III (1991)
- Lộc Đỉnh ký (1992)
- Võ trạng nguyên Tô Khất Nhi (1992)
- Trường học Uy Long II (1992)
- Vua phá hoại (1992)
- Người hùng của tôi 2 (1993)
- Tế Công (1993)
- Tây Du Ký I, II, III (1994, 1995)
- Thần ăn (1996)
- Thần may mắn (1998)
- Vua hài kịch (1999)
- Đội bóng Thiếu Lâm (2001)
- Địa Cầu lưu lạc (2019)

Và nhiều bộ phim khác

### Phim khác
- Rồng Trung Hoa (1995)
- Tiểu sư phụ (1995)
- Trộm Long tráo Phụng (2000)
- Tân Sở Lưu Hương (2001)
- Lương Sơn Bá - Chúc Anh Đài (phim truyền hình Đài Loan)
- Quan huyện 9 tuổi (2001)
- Cuộc phiêu lưu của Sở Lưu Hương (2001)